# Военно-воздушные силы Финляндии
Военно-воздушные силы Финляндии (фин. Suomen ilmavoimat, швед. Finlands flygvapen) — один из видов вооружённых сил Финляндской Республики.

## История

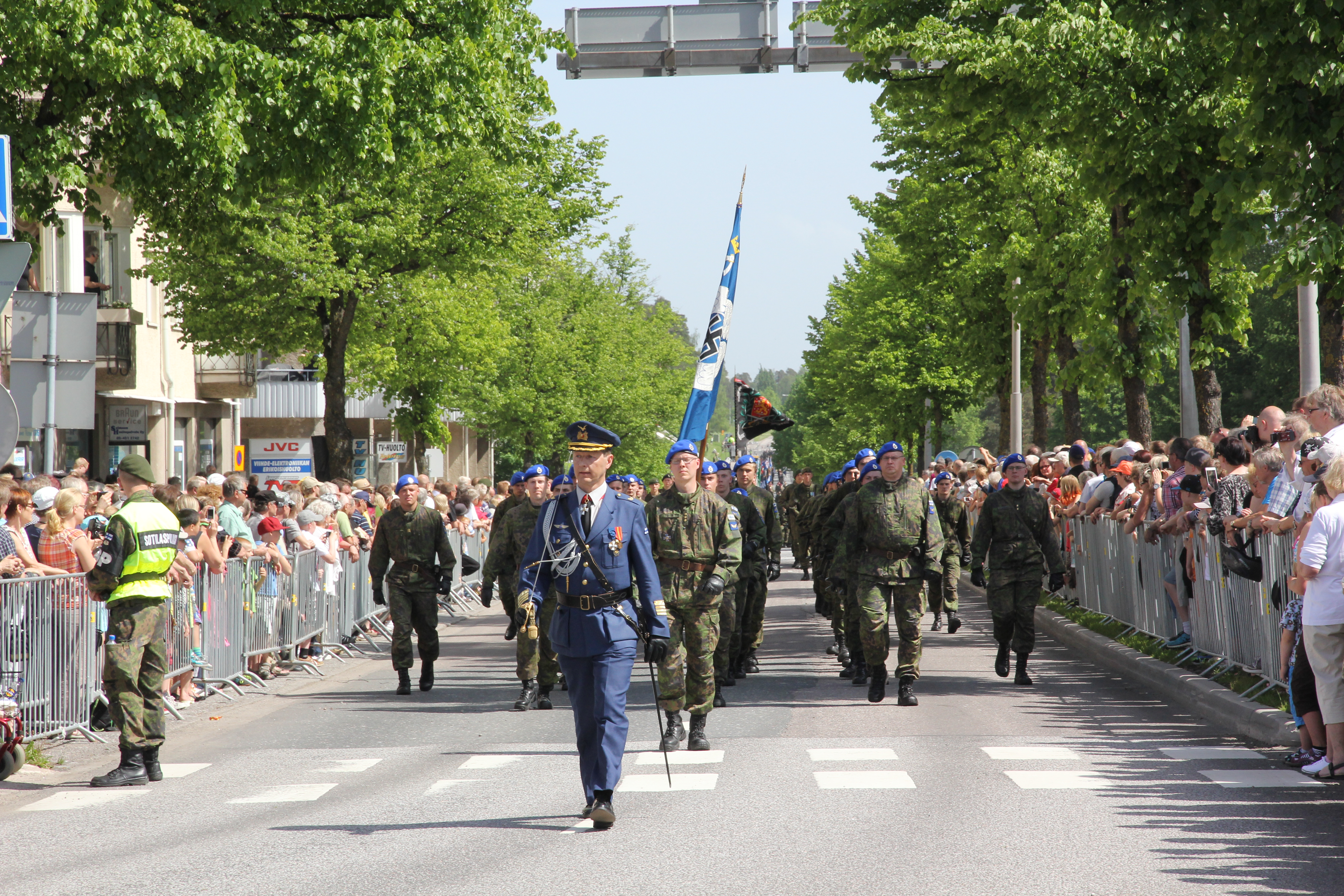
Военнослужащие ВВС Финляндии на параде

В мае 1928 года в Великобритании были закуплены три истребителя Gloster Gamecock Mk.II, ещё 15 (получившие наименование «Kukko») в 1929—1930 гг. были выпущены по лицензии в Финляндии
В 1933 году в Великобритании были заказаны истребители Bristol Bulldog, которые были получены в январе 1935 года. В начале 1939 года на вооружении Финляндии насчитывалось 17 истребителей Bristol Bulldog Mk.IVA, а после начала зимней войны из Швеции было получено ещё три Bristol Bulldog Mk.IIA. В 1939 году из Великобритании были также получены истребители Gloster Gladiator
В мае 1937 года был заключен контракт на поставку 7 голландских истребителей-монопланов Fokker D.XXI с двигателями Bristol Mercury VIII, а также на поставку ещё 21 комплекта для лицензионной сборки в Финляндии. Самолеты голландской сборки были поставлены до конца 1937 года, а сборка лицензионных машин велась с октября 1938 года по июль 1939 года на государственном авиазаводе «Валтион лентоконетехдас» в Тампере. На эти самолеты также ставились двигатели Mercury VII финского производства. Кроме того, в конструкцию и вооружение финских «Фоккеров» был внесен ряд изменений. На 30 ноября 1939 года в составе ВВС Финляндии числился 31 (по другим данным 39) истребитель Fokker D.XXI, сведенных в авиагруппу «Лентолавио-24», часть из которых после начала Зимней войны была переоснащена на лыжное шасси. Именно данный истребитель стал основой финской истребительной авиации во время боев с авиацией РККА в ноябре 1939 — марте 1940 года.
До подписания перемирия (13 марта) перехватчики «Лентолавио-24» сбили, по финским данным, 127 советских самолетов, 13 из которых записал на свой личный счет капитан Сараванто («Замба»), лучший финский ас «зимней войны». Собственные безвозвратные потери по тем же источникам — 12 машин и только 8 пилотов. Общий итог сбитых финскими ВВС самолетов ВВС РККА составил по финским данным 521 самолет (по-советским 261 самолет, но по уточненным данным боевые потери ВВС РККА в Советско-Финской войне составили 327 самолетов).
В 1939-м ещё до начала войны Финляндия заключила дополнительное лицензионное соглашение на сборку ещё 50 истребителей Fokker D.XXI, которая велась с января 1940 года по март 1941 года уже с американскими двигателями Pratt & Whitney R-1535 Twin Wasp Junior (из-за недостатка авиамоторов Bristol Mercury VIII). Во время «Продолженной войны» в составе финских ВВС «Фоккеры» с американскими звездообразными моторами использовались в основном для разведки и штурмовки наземных целей, а также в учебных подразделениях. Безвозвратные потери составили 39 машин. Последняя партия из 5 истребителей Fokker D.XXI была изготовлена в августе — ноябре 1944 года с двигателями Pratt & Whitney R-1535 Twin Wasp Junior и приняла участие уже в боях против Люфтваффе во время «Лапландской войны» вплоть до весны 1945 года. Последние «Фоккеры» были списаны из учебных летных подразделений только в 1952 году.
Осенью 1939-го в Италии также была закуплена партия истребителей Fiat G.50 Freccia, которые из-за протестов СССР попали в Финляндию только в феврале-марте 1940 года и, сменили английские «Гладиаторы», но принять участие в боях до заключения перемирия практически не успели. Они приняли активное участие в «Продолженной войне» с июня 1941 до мая 1944 года, хотя и были плохо приспособлены для эксплуатации в зимнее время.
В период после Второй мировой войны ВВС Финляндии оснащались импортной авиатехникой как советского производства (истребители МиГ, вертолеты Ми и др.), так и производства других стран (например, шведскими истребителями Saab и проч.), а также собственной авиатехникой лицензионного производства (Valmet).
По состоянию на 1978 год, военно-воздушные силы Финляндии насчитывали 3 тыс. военнослужащих и около 50 боевых самолётов (2 истребительные и 1 учебно-тренировочную эскадрильи), а также одну транспортную эскадрилью, одну эскадрилью общего назначения, одну эскадрилью связи и одну вертолётную эскадрилью.
В 2007 году в Швейцарии были закуплены учебно-тренировочные самолёты «Хок» Mk.66, в 2010 году было принято решение провести ремонт и модернизацию 18 машин (общая стоимость работ составляет 40 млн евро).
По состоянию на 2011 год, военно-воздушные силы Финляндии насчитывали 3,85 тыс. чел., 121 боевой самолёт (55 — F/A-18C; 7 — F/A-18D; один — F-28 «Maritime Enforcer»; два — F-27 «Friendship»; 58 — «Хок»; три — «Learjet 35А»; восемь — Valmet L-90 "Redigo"; пять — Piper PA-31-350 "Chieftain"; 28 — учебно-тренировочных Valmet L-70 «Vinka». Находящиеся на вооружении с 1995 года истребители Hornet планируется заменить к 2030 году, в связи с чем рассматриваются возможности закупки F-35A Lightning II, SAAB Jas 39E Gripen NG, MiG-35, Suhoi PAK FA (или T-50) и Dassault Rafale.
29 августа 2014 года готовность ВВС Финляндии была повышена в связи с нарушениями российскими военными самолетами воздушного пространства страны. Было заявлено, что на опознание пролетающих чужих самолетов теперь будут вылетать истребители Hornet.

## Структура
Организационно ВВС Финляндии состоят из Главного штаба, трёх воздушных командований, двух учебных подразделений и трёх частей прямого подчинения.
- Штаб ВВС (фин. Ilmavoimien Esikunta (ILMAVE)) АБ Тиккакоски — Йювяскюля
  - Канцелярия (Kanslia (kanslia/ILMAVE))
  - Отдел кадров (Henkilöstöosasto (HENKOS))
  - Оперативный отдел (Operatiivinen osasto (OPOS))
  - Департамент систем управления (Johtamisjärjestelmäosasto (JOJÄOS))
  - Отдел технического обслуживания (Huolto-osasto (HOS))
  - Департамент планирования (Suunnitteluosasto (SUUNNOS))
- Лапландская авиаэскадра (фин. Lapin Lennosto), АБ Рованиеми
  - Штаб (Esikunta (LAPLSTOE))
  - 5-й командный центр (5. Pääjohtokeskus (5. PÄÄJOKE))
  - 11-я истребительная эскадрилья (Hävittäjälentolaivue 11 (HÄVLLV 11))
    - Штабное звено (esikuntalentue), 1-е и 2-е истребительное звено (1. ja 2. hävittäjälentuetta) на F/A-18 Hornet и 4-е звено связи (4. yhteyslentue) на Pilatus PC-12 и Valmet L-70 Vinka

  - Авиатехническая эскадрилья (Lentotekniikkalaivue (LTEKNLV))
  - Центр техники связи и радиолокации (Viestitekniikkakeskus (VTK))
- Карельская авиаэскадра (Karjalan lennosto), АБ Куопио — Риссала
  - Штаб (Esikunta (KARLSTOE))
  - 7-й командный центр (7. Pääjohtokeskus (7. PÄÄJOKE))
  - 31-я истребительная эскадрилья (Hävittäjälentolaivue 31 (HÄVLLV 31))
    - Штабное звено (esikuntalentue), 1-е, 2-е и 3-е истребительное звено (1., 2. ja 3. hävittäjälentuetta) на F/A-18 Hornet и 4-е звено связи (4. yhteyslentue) на PC-12 и L-70

  - Авиатехническая эскадрилья (Lentotekniikkalaivue (LTEKNLV))
  - Центр техники связи и радиолокации (Viestitekniikkakeskus (VTK))
  - Центр тилового обслуживания (Huoltokeskus (HKESK))
  - Охранительное подразделение (Suojausyksikkö)
    - Охранительная рота (наборников) (Suojauskomppania)
- Сатакунтская авиаэскадра (Satakunnan lennosto), АБ Тампере — Пирккала
  - Штаб (Esikunta (SATLSTOE))
  - (3-й командный центр (3. Pääjohtokeskus (3. PÄÄJOKE)) расформирован 31 декабря 2013)
  - эскадрилья поддержки (Tukilentolaivue (TukiLLv))
    - 1-е звено (1. lentue) на CASA C-295M, 2-е звено (2. lentue) на Learjet 35 и 3-е звено (3. lentue) на PC-12
    - Лётный испытательный центр (Ilmataistelukeskus (KOELENTK))

  - Авиатехническая эскадрилья (Lentotekniikkalaivue (LTEKNLV))
  - Центр техники связи и радиолокации (Viestitekniikkakeskus (VTK))
  - Центр тилового обслуживания (Huoltokeskus (HKESK))
  - Охранительное подразделение (Suojausyksikkö)
    - Охранительная рота (наборников) (Suojauskomppania)
- Высшая военно-воздушная школа (Ilmasotakoulu (ILMASK)), АБ Тиккакоски — Йювяскюля
  - Штаб (Esikunta (ILMASKE))
  - 41-я истребительная эскадрилья (Hävittäjälentolaivue 41 (HÄVLLV 41))
    - Штабное звено (esikuntalentue), Звено (планирования) операциях (Käyttölentue), 1-е, 2-е и 3-е истребительное звено (1., 2. ja 3. hävittäjälentuetta) на BAE Hawk и Отдел симулаторов (Simulaattoriosasto)

  - Авиатехническая эскадрилья (Lentotekniikkalaivue (LTEKNLV))
  - Центр техники связи и радиолокации (Viestitekniikkakeskus (VTK))
  - Центр тилового обслуживания (Huoltokeskus (HUOLK))
  - Учебный центр ВВС (Koulutuskeskus (KOULK))
    - Директор
    - Департамент по академическим вопросам
    - Университетский отдел
    - Отдел образования младших специалистов

  - Учебный батальон ВВС (Koulutuspataljoona (KOULP))
    - Штаб (Esikunta)
    - Школа офицеров резерве ВВС (Ilmavoimien reserviupseerikoulu (ILMAVRUK))
    - Школа подофицеров ВВС (Aliupseerikoulu (AUK))
    - Рота подготовки авиатехнических специалистов ВВС (Lentotekniikkakomppania (LENTORUK))
    - Рота подготовки радиотехнических специалистов ВВС (Viestitekniikkakomppania (VTK))

  - Военный оркестр ВВС (Ilmavoimien soittokunta (ILMAVSK))
- Служба авиационной безопасности ВВС (Sotilasilmailun viranomaisyksikkö (SVY)), Тиккакоски — Йювяскюля
- Части вне подчинения ВВС
  - Воздушное командование связи и информационных систем (C4IS), Тиккакоски — Йювяскюля, приведено в составе Центра систем управления J6 Генерального штава ВС (Puolustusvoimien johtamisjärjestelmäkeskus J6 (PVJJK))
  - Воздушное материальное командование, Тампере, приведено в составе Агенции логистики ВС (Puolustusvoimien logistiikkalaitos (PVLOGL))
  - Разведывательное исследовательское учреждение Финляндии, Тиккакоски (фин. Viestikoekeskus) приведено в составе Разведывательной агенции ВС (Puolustusvoimien tiedustelulaitoksen (PVTIEDL)).

### Знамёна и знаки различия подразделений ВВС Финляндии

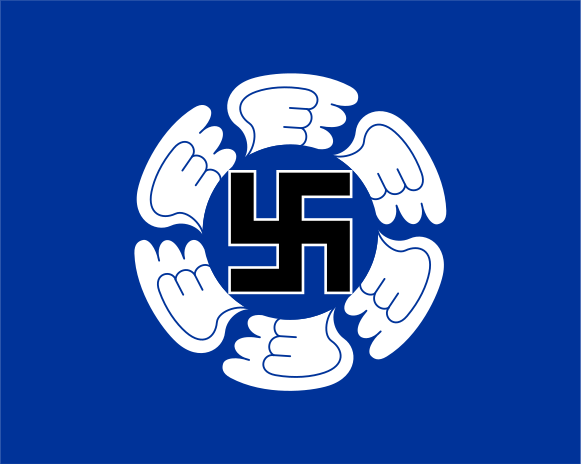
Шаблон флага для бригад/эскадрилий ВВС Финляндии без знака различия
Флаг Академии ВВС
Флаг Карельской эскадры
Флаг Сатакунтской эскадры
Лапландской эскадры
Знак различия академии ВВС
Знак различия Карельской эскадры
Знак различия Лапландской эскадры

## История свастики в ВВС Финляндии
Свастика использовалась в эмблеме финских ВВС ещё до того, как нацисты сделали её своим основным символом.
В июле 2020 года утверждалось, что командование ВВС Финляндии «незаметно прекратило» использование свастики в своей эмблеме, однако по состоянию на сентябрь 2022 года они продолжали её использовать. Руководство ВВС Финляндии заявило, что, будучи символом барона Эрика фон Розена (Carl Gustaf Bloomfield Eric von Rosen) свастика остаётся на знамёнах ВВС, но не на знамени Центрального командования ВВС Финляндии.

## Боевой состав
| Обозначение формирования или части                   | Вооружение и оснащение             | Место расположения                 |
| Лапландское воздушное командование                   | Лапландское воздушное командование | Лапландское воздушное командование |
| ---------------------------------------------------- | ---------------------------------- | ---------------------------------- |
| 11-я истребительная эскадрилья                       | F-18C/D                            | Рованиеми                          |
| Сатакунтское воздушное командование                  |                                    |                                    |
| Авиаэскадрилья поддержки                             | CASA C-295M, Lj. 35D, PC-12        | Тампере                            |
| Карельское воздушное командование                    |                                    |                                    |
| 31-я истребительная эскадрилья                       | F-18C/D                            | Куопио                             |
|                                                      |                                    |                                    |
| Академия ВВС                                         | BAe Hawk                           | Тиккакоски                         |
| Финское разведывательно-исследовательское учреждение | нет данных                         | Тиккакоски                         |

## Техника и вооружение
| Изображение            | Тип                             | Производство    | Назначение | Модификация      | Количество      | Примечания               |
| Боевые самолёты        | Боевые самолёты                 | Боевые самолёты | Боевые самолёты                                                                                                | Боевые самолёты  | Боевые самолёты | Боевые самолёты          |
| ---------------------- | ------------------------------- | --------------- | --- | ---------------- | --------------- | ------------------------ |
|                        | McDonnell Douglas F/A-18 Hornet | США             | Истребитель-бомбардировщик Учебно-боевой                                                                       | F-18C F-18D      | 55 7            | Поставлялись с 1992 года |
|                        | Hawker Siddeley Hawk            | Великобритания  | Лёгкий штурмовик Учебно-боевой                                                                                 | Mk.50/51A Mk.66  | 11 16           |                          |
| Тренировочные самолёты |                                 |                 | |                  |                 |                          |
|                        | Grob G-115T                     | Германия        | Тренировочный                                                                                                  | G-115EA          | 28              |                          |
| Транспортные самолёты  |                                 |                 | |                  |                 |                          |
|                        | CASA C-295                      | Испания         | Военно-транспортный самолёт                                                                                    | C-295M           | 2               |                          |
|                        | Pilatus PC-12                   | Швейцария       | Военно-транспортный самолёт                                                                                    | PC-12NG          | 6               |                          |
| Специальные самолёты   |                                 |                 | |                  |                 |                          |
|                        | C-295                           | Испания         | Самолёт радиотехнической разведки                                                                              | C-295M (ELINT)   | 1               |                          |
|                        | Learjet 35                      | США             | Разведывательный самолётУчебная версия самолёта радиоэлектронной борьбыГрузо-пассажирский учебно-тренировочный | R-21AEC-21AU-21A | 1               |                          |

## Происшествия
13 ноября 2013 года к северу от города Каухава в воздухе столкнулись два истребителя Hawk ВВС Финляндии. Оба пилота успели катапультироваться, однако один из пилотов погиб, другой был госпитализирован.

## Опознавательные знаки
В период с 1918 по 1945 год опознавательным знаком Финских ВВС была голубая свастика на белом круге. В 1945 году Хакаристи была отменена из-за чрезвычайно близкого сходства с нацистским символом, однако на эмблемах подразделений свастика использовалась вплоть до 2020 года, когда её начали заменять на эмблему с орлом. По состоянию на 2022 год на знамени ВВС Финляндии свастика присутствует. Хотя свастика, используемая ВВС, не имеет прямого отношения к нацистской Германии.
| Использовался с 18.03.1918 по 1.04.1945 года | Используется с 1.04.1945 года по настоящее время |

## Командующие
| Звание            | Имя              | Начало периода | Конец периода |
| капитан           | Карл Зебер       | 28.04.1918     | 13.12.1918    |
| подполковник      | Торстен Аминофф  | 14.12.1918     | 9.01.1919     |
| полковник         | Сикстус Хьелманн | 10.01.1919     | 25.10.1920    |
| майор             | Арне Сомерсало   | 26.10.1920     | 2.02.1926     |
| полковник         | Вяйнё Вуори      | 2.02.1926      | 7.09.1932     |
| генерал-лейтенант | Ярл Лундквист    | 8.09.1932      | 29.06.1945    |
| генерал-лейтенант | Франс Хельминен  | 30.06.1945     | 30.11.1952    |
| генерал-лейтенант | Рейно Артола     | 1.12.1952      | 5.12.1958     |
| генерал-майор     | Фьялар Сееве     | 6.12.1958      | 12.09.1964    |
| генерал-лейтенант | Рейно Туркки     | 13.09.1964     | 4.12.1968     |
| генерал-лейтенант | Ээро Сальмела    | 7.02.1969      | 21.04.1975    |
| генерал-лейтенант | Рауно Мериё      | 22.04.1975     | 31.01.1987    |
| генерал-лейтенант | Пертти Йокинен   | 1.02.1987      | 31.01.1991    |
| генерал-лейтенант | Хейкки Никунен   | 1.02.1991      | 30.04.1995    |
| генерал-майор     | Матти Ахола      | 1.05.1995      | 31.08.1998    |
| генерал-лейтенант | Йоуни Пистинен   | 1.09.1998      | 31.12.2004    |
| генерал-лейтенант | Хейкки Люютинен  | 1.01.2005      | 31.07.2008    |
| генерал-лейтенант | Ярмо Линдберг    | 1.08.2008      | 29.02.2012    |
| генерал-майор     | Лаури Пуранен    | 1.03.2012      | 31.03.2014    |
| генерал-майор     | Ким Яамери       | 1.04.2014      | 31.05.2017    |
| генерал-майор     | Сампо Эскелинен  | 1.06.2017      | 1.04.2019     |
| генерал-майор     | Паси Йокинен     | 1.04.2019      |               |

## См также
- Музей ВВС Финляндии

## Галерея

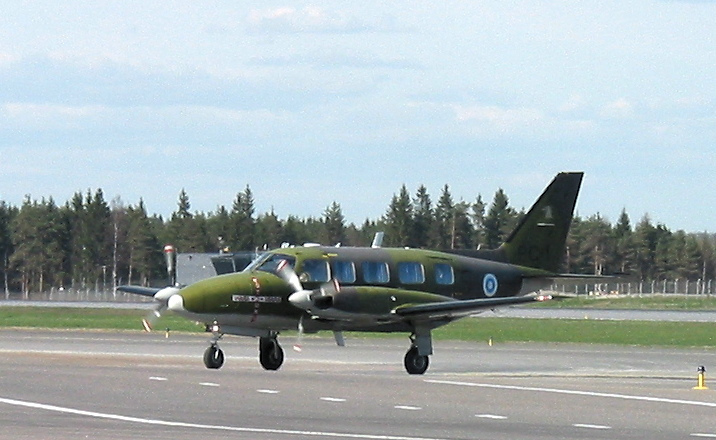
Piper Chieftain
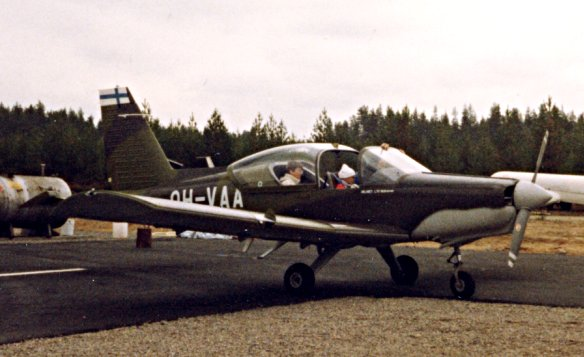
Valmet L-70
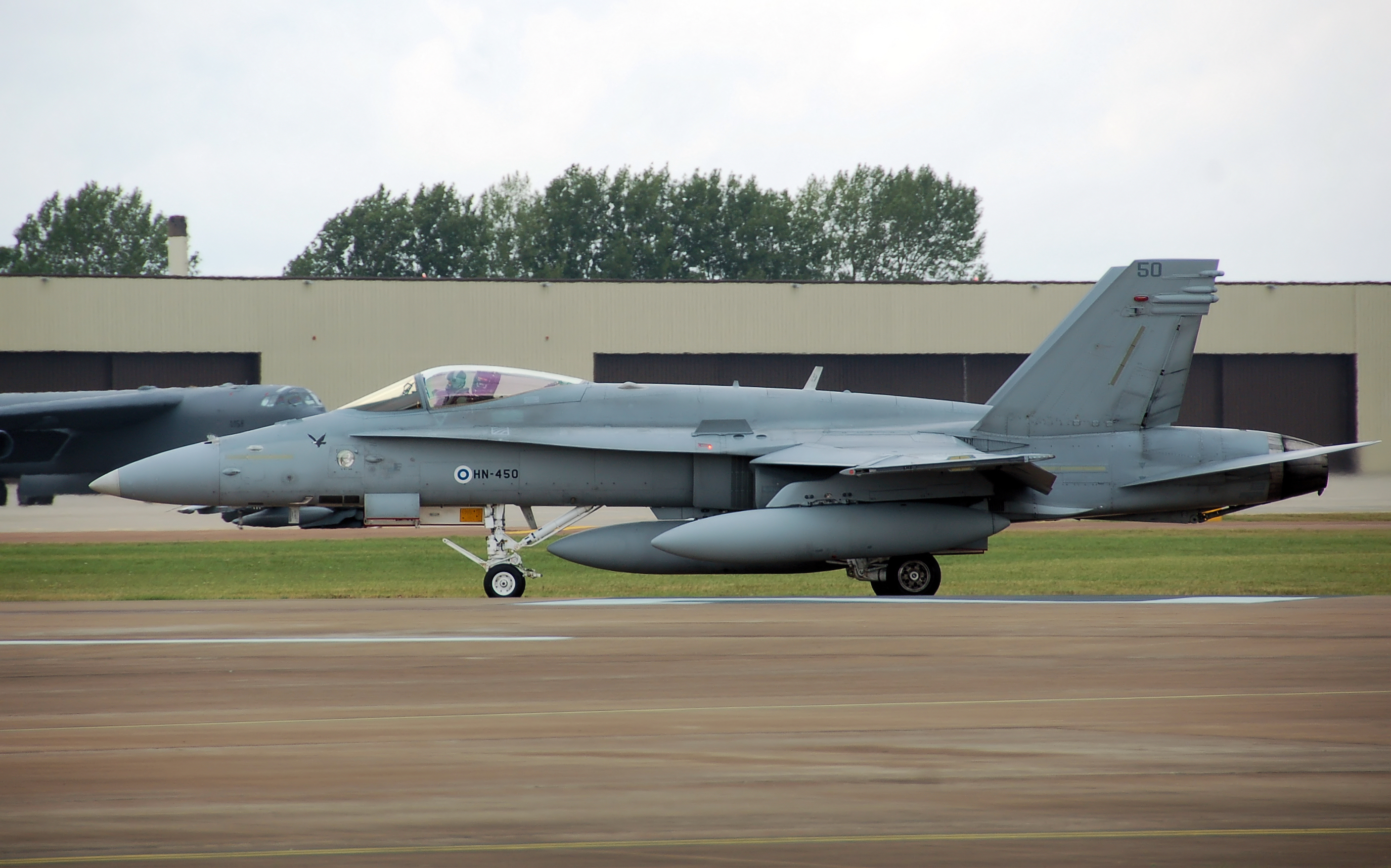
F-18C
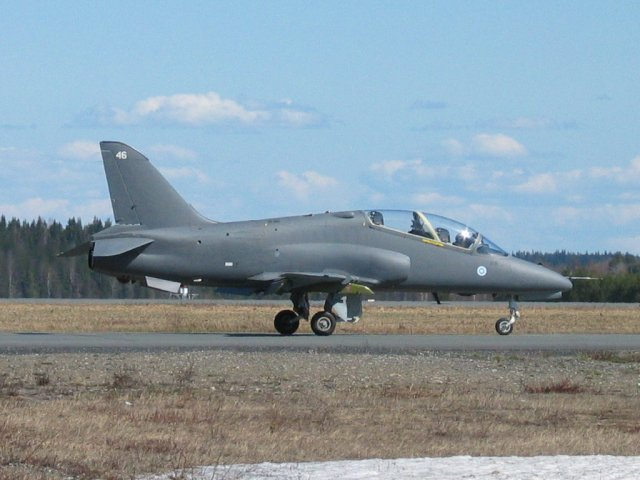
BAe Hawk
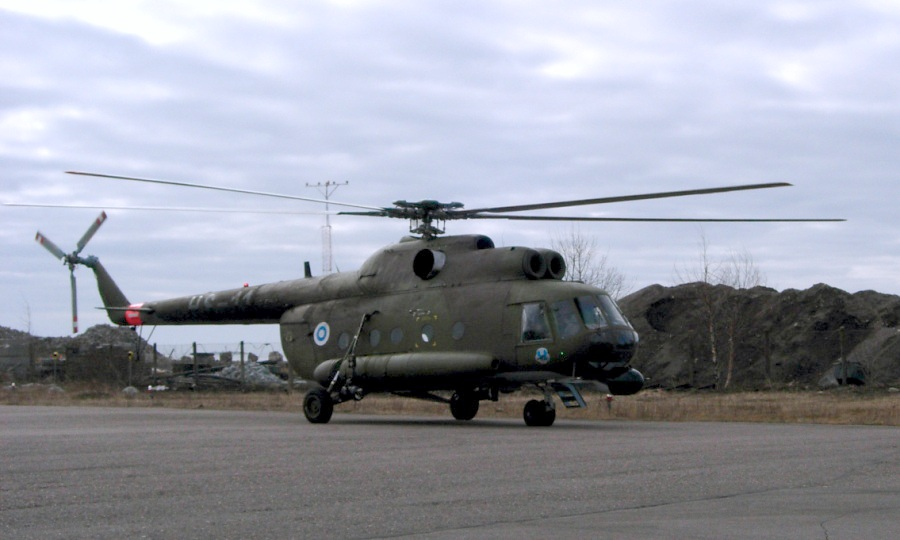
МИ-8